# Clemente Faccani
Clemente Faccani (* 19. Oktober  1920 in Lugo, Provinz Ravenna, Italien; † 15. September 2011 in Imola, Provinz Bologna, Italien) war ein römisch-katholischer Geistlicher und Diplomat des Heiligen Stuhls.

## Leben
Clemente Faccani empfing am 10. April 1943 durch den Bischof von Imola, Paolino Giovanni Tribbioli OFMCap, die Priesterweihe und wurde in den Klerus des Bistums Imola inkardiniert. Anschließend war er einige Jahre in der Pfarrei San Giacomo in Lugo tätig. Danach studierte er Kanonisches und Zivilrecht an der Päpstlichen Diplomatenakademie in Rom und trat 1955 in den Diplomatischen Dienst des Vatikans ein. Er war an den Vertretungen in Guatemala,  Costa Rica, China, Belgien, Australien, Papua-Neuguinea, USA und Kenia tätig. Papst Paul VI. verlieh ihm den Titel Apostolischer Protonotar.
Am 27. Juni 1983 wurde er von Papst Johannes Paul II. zum Titularerzbischof von Serra ernannt sowie zum Apostolischen Pro-Nuntius in Kenia und auf den Seychellen bestellt. Die Bischofsweihe spendete ihm Kardinalstaatssekretär Agostino Casaroli am 3. September 1983; Mitkonsekratoren waren die Kurienerzbischöfe Achille Silvestrini und Duraisamy Simon Lourdusamy.
Er trat am 14. Mai 1994 als Apostolischer Pro-Nuntius auf den Seychellen zurück. Am 9. März 1996 nahm Papst Johannes Paul II. seinen altersbedingten Rücktritt an. Faccani verstarb am 15. September 2011 im Städtischen Krankenhaus in Imola.